# Descarga luminiscente

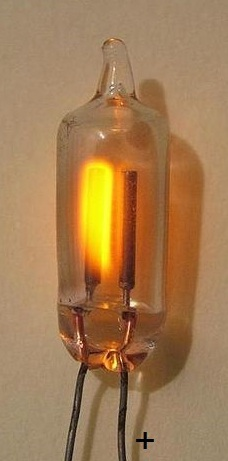
Lámpara de neón de 1/2 pulgada, mostrando la descarga luminosa que rodea cátodo

Una descarga incandescente eléctrica (en inglés:  eléctrico glow discharge ) es un  plasma formado por el paso de corriente eléctrica de 100  V a varios  kV a través de un gas, a menudo el argón u otro gas noble. Se encuentra en productos como la lámpara de neón y los  televisores de plasma y se utiliza en la física del plasma y la química analítica. Este sistema fue hecho por William Crookes.
Es una técnica de ionización usada en espectrometría de masas (fuente de iones de descarga luminiscente, en  Inglés glow discharge ion source ) en base al paso de la corriente en la muestra (GD-MS).
La descarga luminiscente se puede dividir en tres etapas:  sub-estándar  (cuando el fenómeno aún no es estable),  normal  (cuando es estable),  anormal  (cuando crece y luego se convierte en otro tipo de descarga: el arco eléctrico).

## Mecanismo de funcionamiento

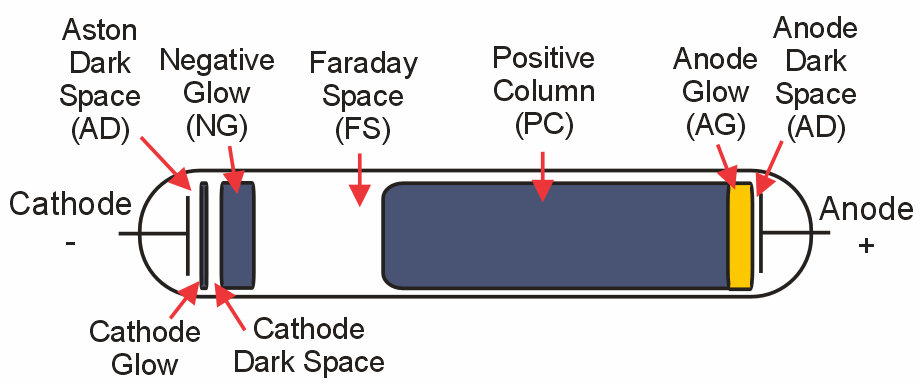
Esquema de la descarga incandescente eléctrica: (a) un ánodo y cátodo en cada final y (b) Espacio oscuro de Aston (c) cátodo incandescente (d) espacio oscuro del cátodo (o también llamado espacio oscuro de Crookes o espacio oscuro de Hittorf) (e) Incandescencia negativa (f) espacio de Faraday (g) columna positiva (h) ánodo incandescente (y) espacio oscuro del ánodo.

Es el tipo más sencillo de descarga luminiscente de corriente continua. En su forma básica, consiste en dos electrodos en una célula mantenidos a baja presión (0,1-10 torr; aproximadamente 1 / 10000a a 1 / 100o de la presión atmosférica). La célula está normalmente llena de neón, pero también se pueden utilizar otros gases. Se aplica un potencial eléctrico de varios cientos de voltios entre los dos electrodos. 
Una pequeña fracción de la población de átomos dentro de la célula es inicialmente ionizada a través de procesos aleatorios (colisiones térmicas entre los átomos o con rayos gamma, por ejemplo). Los iones (que están cargados positivamente) son impulsados hacia el cátodo por el potencial eléctrico, y a su vez los electrones son impulsados hacia el ánodo por el mismo potencial. 
La población inicial de iones y electrones choca con otros átomos, que se ionizan, de esta manera aumenta la población de átomos ionizados en el gas. Mientras se mantiene el potencial, la población de iones y electrones permanece. Aumentando un poco más la tensión se observa la formación de un arco de descarga.

## Aplicación a la computación analógica
Una aplicación interesante para el uso de descarga luminiscente fue descrito en un artículo científico de 2002 por Ryes, Ghanem et al. De acuerdo con un artículo de Nature noticias que describe el trabajo, investigadores del Imperial College de Londres demostraron cómo se construyó un mini-mapa que brilla a lo largo de la ruta más corta entre dos puntos. El artículo de Nature News describe el sistema de la siguiente manera:
Para hacer el chip de Londres de una pulgada, el equipo grabó un plano del centro de la ciudad en un portaobjetos de vidrio. El montaje de una tapa plana sobre la parte superior convirtió las calles en tubos huecos conectados. Se llenan estos con gas helio, y se insertan electrodos en los centros turísticos más importantes. Cuando se aplica un voltaje entre dos puntos, la electricidad fluye de forma natural a través de las calles a lo largo de la ruta más corta de A a B - y el gas brilla como una pequeña tira de luz de neón.
El prototipo en sí proporciona un nuevo enfoque de la computación analógica visible para la resolución de una amplia gama de problemas de búsqueda de laberintos basadas en las propiedades de encendido de una descarga luminiscente en un chip de microfluido.